# Jack Dorsey
Jack Patrick Dorsey (St. Louis, 19 de novembro de 1976) é um empresário e desenvolvedor de software norte-americano, conhecido por sua atuação como cofundador e ex-CEO do Twitter. Dorsey também foi cofundador e ex-CEO da rede social Bluesky, atualmente é o principal executivo e presidente da Block, Inc. , que é o desenvolvedor da plataforma de serviços financeiros Square.

## Biografia
É um dos criadores do sistema de Microblogging conhecido como Twitter. É cofundador e CEO da Square INC, uma empresa de pagamentos pelo celular. Seu patrimônio foi avaliado pela revista Forbes de setembro de 2015 em 2.2 bilhões de dólares.
Ele trabalhou como modelo.
Em maio de 2016, Dorsey anunciou que o Twitter não contaria fotos e links no limite de 140 caracteres para liberar mais espaço para texto. Esta foi uma tentativa de atrair novos usuários, já que o número de tweets por dia caiu para cerca de 300 milhões em janeiro de 2016, de cerca de 500 milhões em setembro de 2013 e seu pico de 661 milhões em agosto de 2014.
Em 22 de novembro de 2016, Dorsey foi brevemente suspenso de sua conta no Twitter com 3,9 milhões de seguidores. Depois de restaurar a conta, Dorsey twittou que a suspensão foi devido a um "erro interno".
Em março de 2018, Dorsey anunciou que uma versão aprimorada do sistema de verificação chegaria ao Twitter. O propósito de redesenhar a verificação era permitir que as pessoas verificassem mais fatos sobre si mesmas, enfatizando a prova de identidade. A revisão não foi realizada antes das eleições de meio de mandato de 2018 nos EUA para ajudar a verificar as identidades dos candidatos.
Em setembro de 2018, Dorsey testemunhou perante o Comitê de Inteligência do Senado, juntamente com a diretora operacional do Facebook, Sheryl Sandberg, sobre intromissão na eleição presidencial de 2016. Após esse testemunho, as ações do Twitter caíram 6 porcento.
Dorsey se encontrou em particular com o presidente dos EUA, Donald Trump, na Casa Branca e discutiu as preocupações de Trump de que o Twitter havia limitado ou removido alguns de seus seguidores no Twitter e os dos conservadores. Após a reunião, Dorsey tweetou que a discussão incluía tornar o Twitter "mais saudável e civilizado". Dorsey havia participado, uma semana antes, de uma palestra TED sobre a disseminação de abusos e desinformação na plataforma de mídia social, o que gerou críticas.
Em 7 de abril de 2020, anunciou doar um bilhão de dólares para o combate ao coronavírus da síndrome respiratória aguda grave 2 (novo coronavírus).
Em outubro de 2020, Dorsey foi um dos vários CEOs de empresas de tecnologia intimados pelo Comitê de Comércio do Senado dos EUA. O republicano Roger Wicker, que preside o comitê, liderou a acusação de vincular os CEOs do Twitter., Facebook e Google para testemunhar sobre a imunidade legal que as plataformas de tecnologia recebem de acordo com a Seção 230 da Lei de Comunicações de 1934. Em seu depoimento perante o Senado, Dorsey afirma que o Twitter não influencia a eleição presidencial dos Estados Unidos apesar das alegações dos conservadores de censura pelo Twitter, reforçadas após a restrição da conta do New York Post que falava de Hunter Biden, filho de Joe Biden.